# رديف (شعر)
الرديف هي الكلمة التي يجب أن ينتهي بها كل سطر من البيت الأول والسطر الثاني من كل الأبيات التالية. في الغزليات الفارسية والتركية والأردية، فإن الرديف مسبوق بقافية. إن الرديف تتطور في الشعر الفارسي، وأثّر على الشعر العربي والأذري والتركي والأردي والأزبكي.
ما يلي هو مثال للغزال الأردية من تأليف داغ دهلوي، حيث يكون الرديف "مين" بينما تكون القافية في -آه: نيجآه، جلوا جآه، نجآه، راآه، هاليطبآه، آه.